# Cryptoblepharus egeriae
El eslizón de cola azul de la isla de Navidad (Cryptoblepharus egeriae) es una especie de lagarto escamoso escíncido del género Cryptoblepharus.

## Distribución y hábitat
Es una lagartija endémica de la Isla de Navidad, perteneciente a Australia. En diciembre de 2017 la UICN informó que esta especie está ahora categorizada como "extinta en estado natural". Las razones de su desaparición aún no se conocen pudiendo estar relacionadas con la extensión de la hormiga invasora, Anoplolepis gracilipes, es lógico suponer que el hecho solo aceleró el declive que se venía observando en este escinco desde 1970, relacionado con la pérdida progresiva de su hábitat y el surgimiento de enfermedades endémicas.

### Hábitat
A menudo se entierran y construyen túneles con varias entradas, así siempre tienen acceso a una. Generalmente son buenos trepadores. Se los ve en la vegetación baja o en la parte baja de troncos de árboles.